# Helictereae
Helictereae es una tribu de fanerógamas perteneciente a la familia Malvaceae. Tiene seis géneros:
- Achantia A.Chev.  = Mansonia J.R.Drumm. ex Prain
- Helicteres L.
- Hypophyllanthus Regel  = Helicteres L.
- Mansonia J.R.Drumm. ex Prain
- Neoregnellia Urb.
- Reevesia Lindl.
- Triplochiton K.Schum.
- Ungeria Schott & Endl.
- Veeresia Monach. & Moldenke  =~ Reevesia Lindl.